# Kartoffelmuseum
Il museo della patata (Kartoffelmuseum in lingua tedesca) di Monaco di Baviera, è uno di tre musei della patata esistenti in Germania. Fu iniziato nel 1996 dalla fondazione Otto-Eckart-Stiftung. Otto Eckart era fino alla vendita a Unilever il proprietario della ditta Pfanni.
Il museo propone un itinerario storico, artistico e sociale sul tema della patata, dalla sua  coltivazione, iniziata sulle Ande nel II millennio a.C., alla sua diffusione nel mondo, e il suo consumo fino ai giorni nostri.
Il percorso si sviluppa in otto sale, in cui sono esposti dipinti, litografie, disegni e immagini sul tema:
- Storia: da oro degli Incas a cibo popolare
- Fiori, piante, tuberi
- Coltivazione e raccolto
- Aspetti del mercato
- I molteplici usi della patata
- Raccolta di rarità
- Alimento per principi e cibo per poveri
- Galleria d'Arte Moderna

Il museo ospita anche una Biblioteca con testi specialistici per la ricerca sull'argomento.